# Xfce
Xfce (XForms Common Environment) je „odlehčené“ desktopové prostředí pro X Window System pro Unixové systémy psané na GTK. Je založeno na filosofii jednoduchosti. Některé ovládací prvky přejalo z prostředí GNOME v odlehčené variantě. Jeho velikou výhodou je malá náročnost, a tak funguje skvěle i na starších počítačích. Maskotem Xfce je myš, která má symbolizovat rychlost a minimální velikost.

## Historie
Historie Xfce sahá do roku 1997, kdy Olivier Fourdan vytvořil pomocí XForms jednoduchý panel pro FVWM. Vývoj panelu pokračoval a roku 1998 jej Fourdan vydal spolu s XFWM (Xfce Window Manager). V této době si Xfce všimla řada uživatelů, nicméně snaha zařadit projekt do distribuce Red Hat Linux se minula účinkem, kvůli omezeným licenčním podmínkám XForms. Přelom nastává v roce 1999 s příchodem Xfce 3.0, které je licencováno pod GNU GPL a postaveno na knihovnách GTK+. S verzemi 4.x (od roku 2003) Xfce přechází na knihovny GTK+ 2 a získává svou současnou podobu.

## Nejzajímavější programy
- AllTray – aplikace umožňující přidání programu do oznamovací oblasti
- Catfish – grafický frontend umožňující vyhledávání
- Exaile – přehrávač hudby
- Menueditor – program umožňující editovat Xfce menu
- Midori – odlehčený webový prohlížeč s jádrem WebKit
- Mousepad – výchozí textový editor pro Xfce
- Orage – hodiny a kalendář
- Ristretto – odlehčený prohlížeč obrázků pro Xfce
- Squeeze – odlehčený správce archivů pro Xfce
- Thunar – výchozí správce souborů pro Xfce
- Transmission – odlehčený bittorent klient
- XfTerminal – terminál pro Xfce
- Xfmedia – přehrávač multimédií, založený na xine
- Xfprint – správce tisku
- Xfburn – vypalovací program pro CD/DVD

### Xfwm
Výchozí správce oken Xfce prostředí – Xfwm integroval počínaje verzí 4.2 vlastní composite manager, Xfce se tak stalo prvním grafickým prostředím, které podporovalo xgl desktopové efekty.

### Orage
Ve verzích 4.4.x byl Xfcalendar přejmenován na Orage. Orage je plnohodnotný kalendář a organizér, využívající systém iCal, díky kterému je kompatibilní s mnoha jinými kalendáři. Orage obsahuje plugin pro umístění hodin na Xfce panel (startovní lištu). Orage umožňuje zobrazovat najednou několik časů, z různých časových pásem.

### Thunar
Thunar je výchozí správce souborů pro Xfce, nahrazuje původní program Xffm. Thunar je vyvíjen tak, aby byl schopen fungovat s minimálními nároky na výpočetní výkon a operační paměť, a byl zároveň maximálně přizpůsobitelný pomocí uživatelem definovaných pluginů. Thunar je schopný integrovat jakéhokoliv správce archivů, včetně Squeezem, či Xarchiver.

## Nejznámější Xfce distribuce
- Manjaro
- Dreamlinux
- Vector Linux
- Xubuntu
- Zenwalk
- Linux Mint

## Xfce jako náhrada za GNOME
Xfce se základním ovládáním a nejběžnějšími klávesovými zkratkami podobá starším verzím GNOME nebo KDE. Xfce je proto občas doporučováno konzervativním uživatelům, kteří nejsou spokojeni s posledním vývojem těchto prostředí a nástupem Unity.

## Xfce Goodies Project
Pro Xfce existuje spousta softwaru, který není součástí samotného prostředí. Jedná se především  aplikace, pluginy a grafiku. Vše je ke stažení ze stránek Xfce Goodies Project. Přes pluginy se přitom řeší i řada poměrně základních věcí, jako je například rychlé přepínání klávesnice pomocí ikonky na panelu nebo klávesové zkratky.